# 彼得·切宁
彼得·切宁（Peter Chernin；1951年5月29日—）是一位美国商人、投资人、制片人。2010年创立切宁集团（The Chernin Group），担任董事长兼首席执行官。

## 生平
他出生于纽约州哈里森，是玛丽（Mary，née Townsend）和赫伯特·切宁（Herbert Chernin）之子，其父是犹太人。他就读于加州大学伯克利分校，并获得英語文學学士学位。
他曾在圣马丁出版社、华纳图书公司等出版社工作，后进入影视业，任洛里玛影业、Showtime、新闻集团高管。

## 政治
他是一位民主党人，为民主党捐赠了至少10万美元，2013年在家中举办贝拉克·奥巴马竞选筹款活动，也曾支持希拉里·克林顿在2016年竞选美国总统。